# Walnut (California)
Walnut, fundada en 1959, es una ciudad ubicada en el condado de Los Ángeles en el estado estadounidense de California. En el año 2000 tenía una población de 30,004 habitantes y una densidad poblacional de 1,289.8 personas por km².

## Geografía
Walnut se encuentra ubicada en las coordenadas 34°1′N 117°51′O / 34.017, -117.850. Según la Oficina del Censo, la ciudad tiene un área total de 23,26 km² (9 mi²), de la cual 23,26 km² (9 mi²) es tierra y 0 km² (0 mi²) (0%) es agua.

### Localidades adyacentes
El siguiente diagrama muestra a las localidades en un radio de 16 kilómetros (9,9 mi) de Walnut.

## Demografía
Según la Oficina del Censo en 2007 los ingresos medios por hogar en la localidad eran de $100,360, y los ingresos medios por familia eran $105,387. Los hombres tenían unos ingresos medios de $51,944 frente a los $36,197 para las mujeres. La renta per cápita para la localidad era de $31,196. Alrededor del 6.5% de la población estaban por debajo del umbral de pobreza.

## Ciudades hermanadas
- Calamba City, Filipinas
- Shilin, Taiwán